# Grendelplein

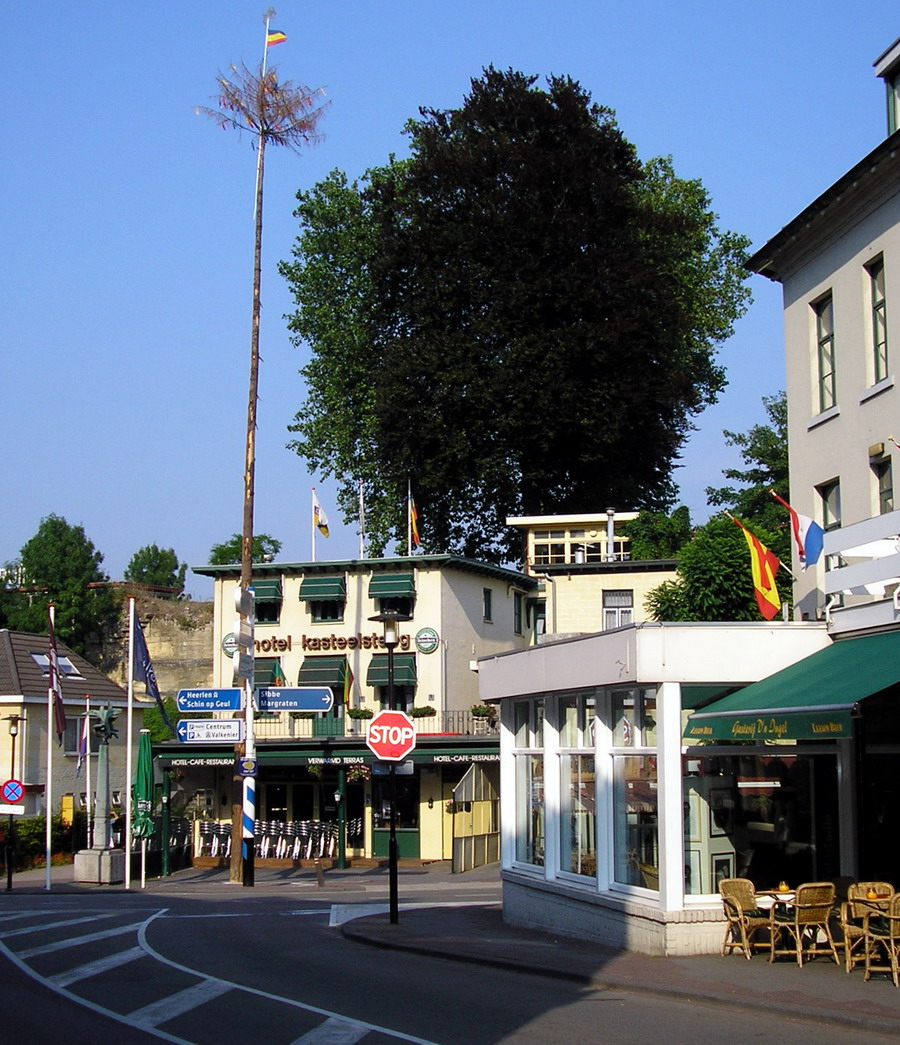
Het Grendelplein (met mei-den), gezien vanaf de Cauberg, 2013

Het Grendelplein is een plein in het stadje Valkenburg, gemeente Valkenburg aan de Geul, in de Nederlandse provincie Limburg. Het plein ligt ten oosten van de oude binnenstad net buiten de oude stadsmuur.
Het Grendelplein ligt tussen twee heuvels ingeklemd, met aan de westzijde de Cauberg en aan de oostzijde de Heunsberg waarop de kasteelruïne van Kasteel Valkenburg gelegen is. Aan de zuidzijde van het plein beginnen de holle wegen Cauberg en Daalhemerweg. Aan de noordzijde ligt de buurtschap Plenkert in de Plenkertstraat. Het Grendelplein en de aansluitende Cauberg en Wilhelminalaan zijn onderdeel van de provinciale weg 590 van Valkenburg naar Maastricht. Aan de oostkant ligt de Grendelpoort die toegang verschaft tot de oude binnenstad met de Kerkstraat en Muntstraat.
Het Grendelplein dankt haar naam aan de Grendelpoort en daarachter gelegen Grendelput. De 'grendel' of 'greindel' was de sluitboom, waarmee de poort werd gesloten. Het café Grendelpoort naast de poort is het voormalige poortwachtershuis. Vanouds werd de ruimte buiten de Grendelpoort ook aangeduid als Boete de Poort (Buiten de Poort).

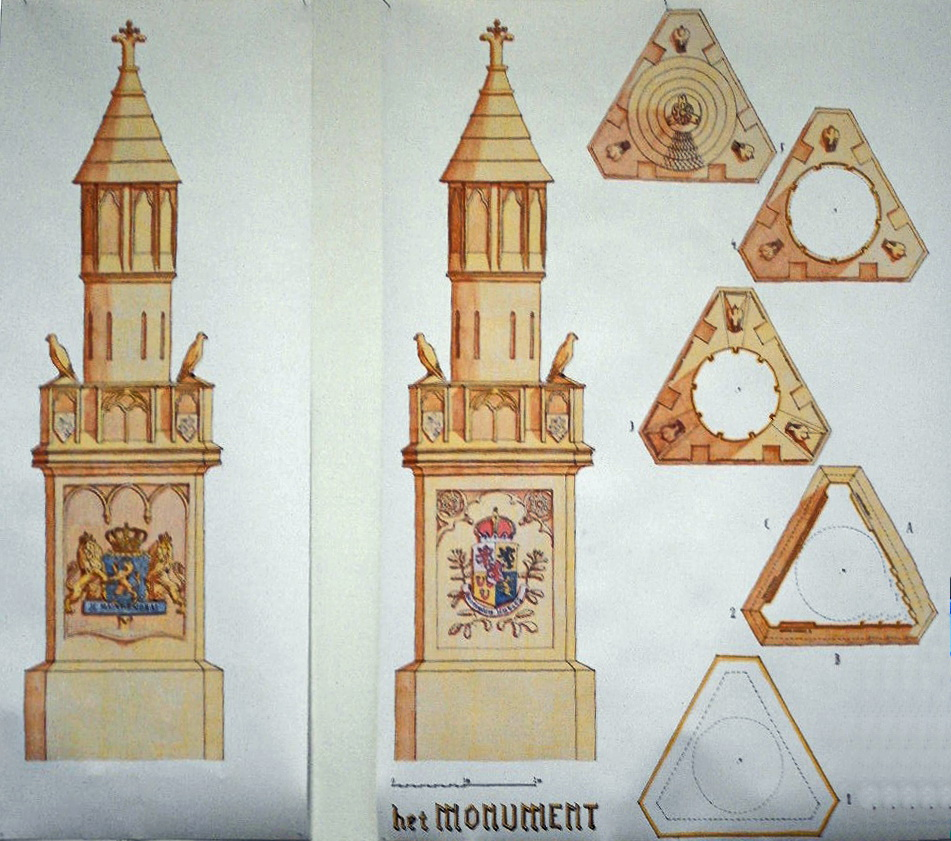
Ontwerptekeningen monument Grendelplein (P. Cuypers, 1889)

In 1889 werd op het plein een monument geplaatst ter herinnering aan het feit dat Valkenburg (en de rest van Nederlands Limburg, met uitzondering van Maastricht) vijftig jaar eerder opnieuw onderdeel werd van het Koninkrijk der Nederlanden, na negen jaar lang bij België te hebben gehoord. Het mergelstenen monument in de vorm van een toren werd in kenmerkende neogotische stijl ontworpen door Pierre Cuypers, die enige tijd in Valkenburg woonde. In 1954 werd dit monument verwoest bij een fataal ongeluk met een Belgische autobus (zie Geschiedenis Cauberg). Het monument werd niet herbouwd. In 1961 werd een nieuw monument geplaatst, bestaande uit drie bronzen valken op een betonnen pilaar, ontworpen door Piet Killaars.
De bebouwing aan het Grendelplein, eigenlijk niet meer dan een druk kruispunt, is gevarieerd, maar bestaat voor een groot deel uit laat-19e-eeuwse en vroeg-20e-eeuwse mergelstenen hotels, die in de loop van de 20e eeuw sterk zijn uitgebreid of gemoderniseerd. Opvallend zijn de vele terrassen, die ondanks het drukke verkeer altijd goed bezet zijn. In 2013 werd een modern, glazen entreepaviljoen van de kasteelruïne aan het Grendelplein in gebruik genomen.

Op het plein wordt jaarlijks op 30 april een mei-den geplaatst door de Valkenburgse jonkheid (ongehuwde mannen).

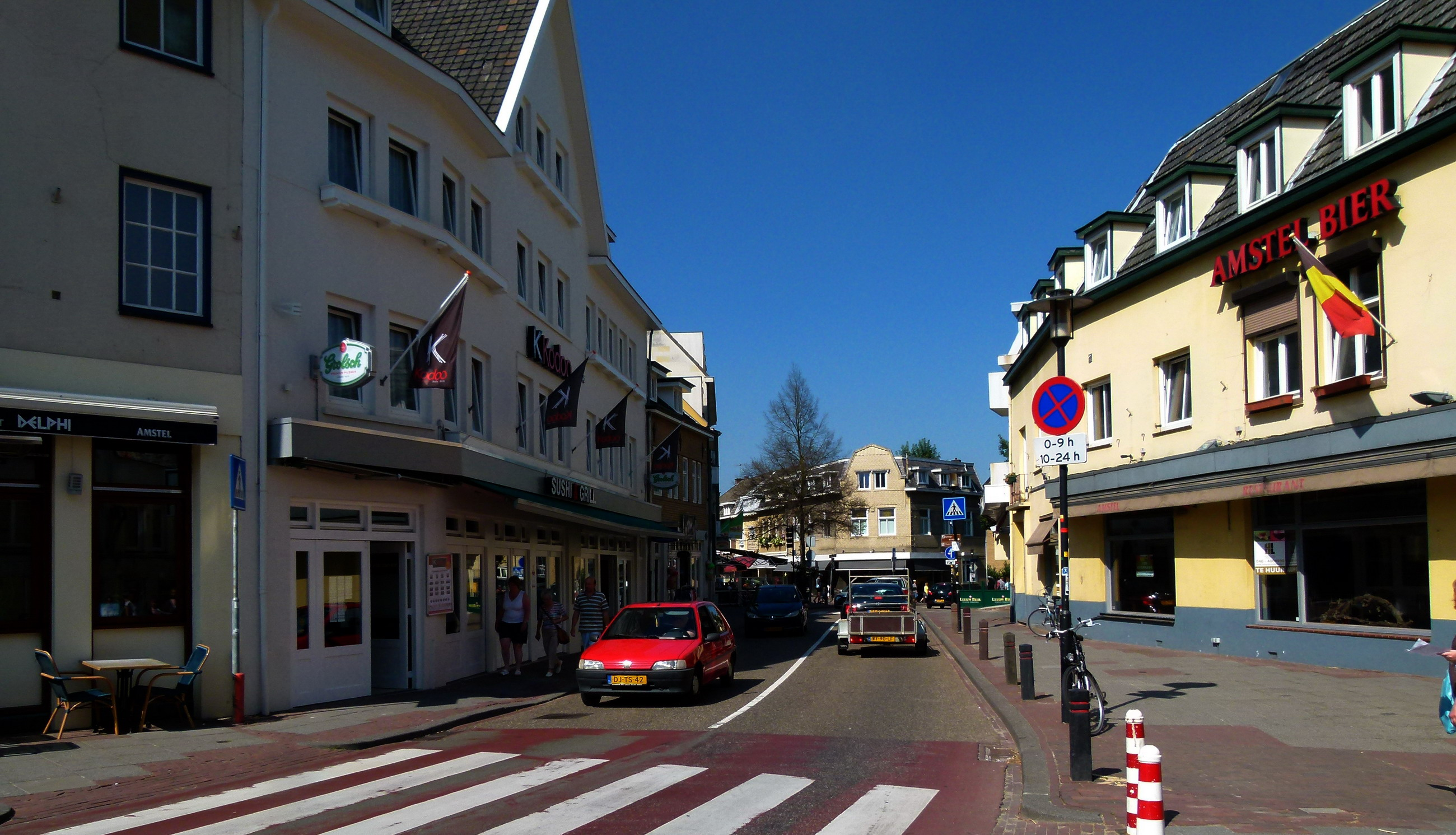
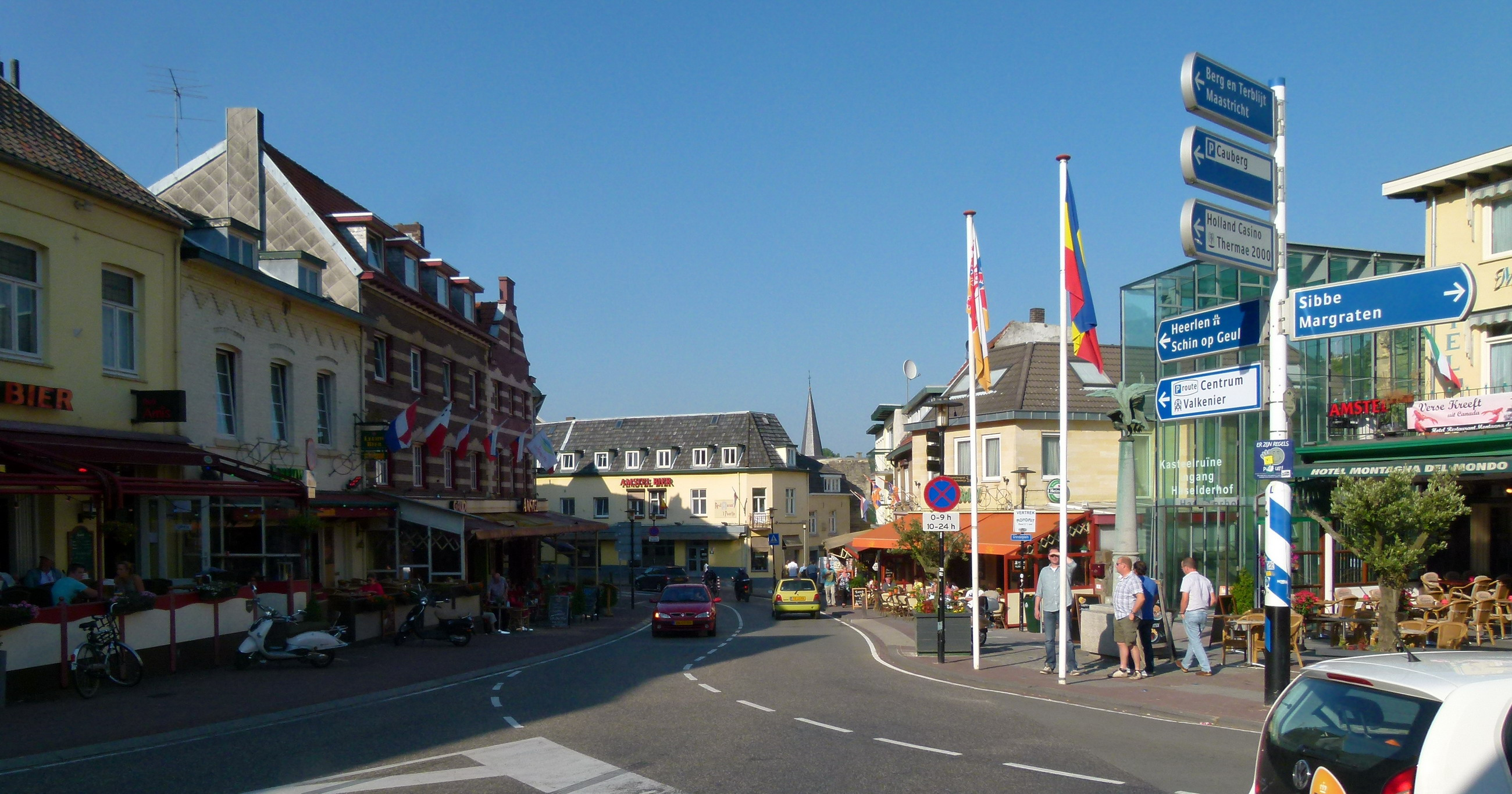
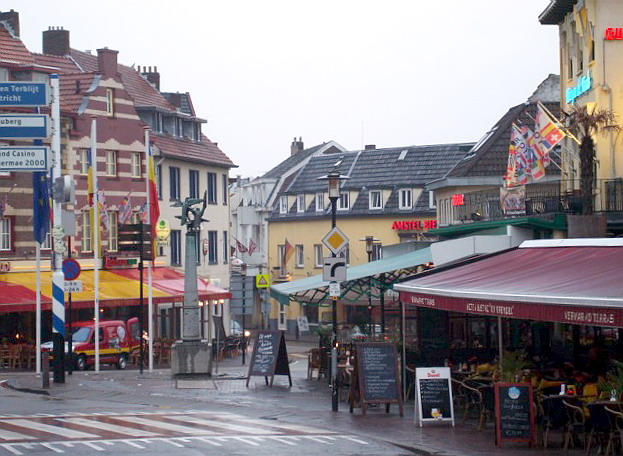
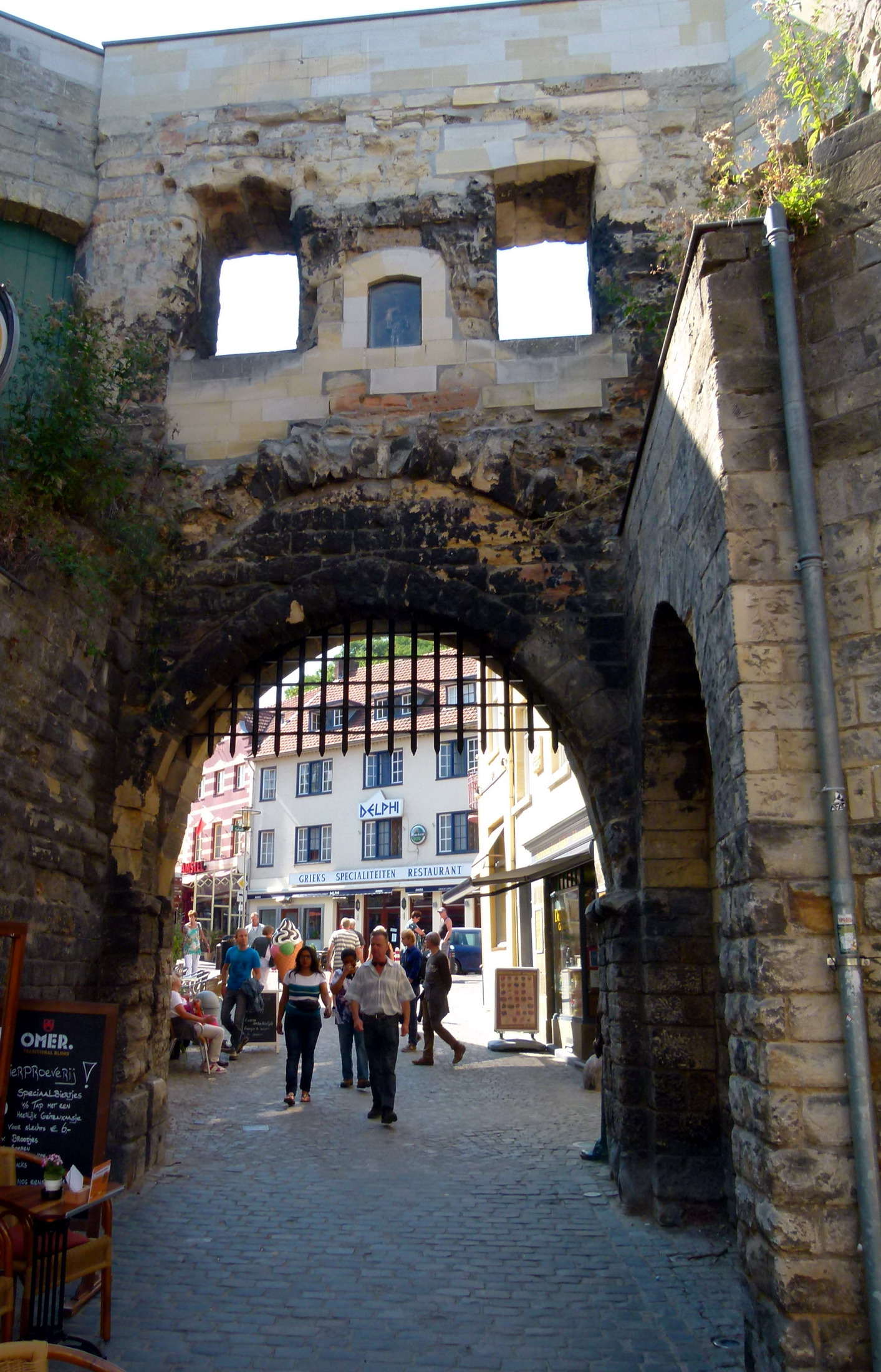
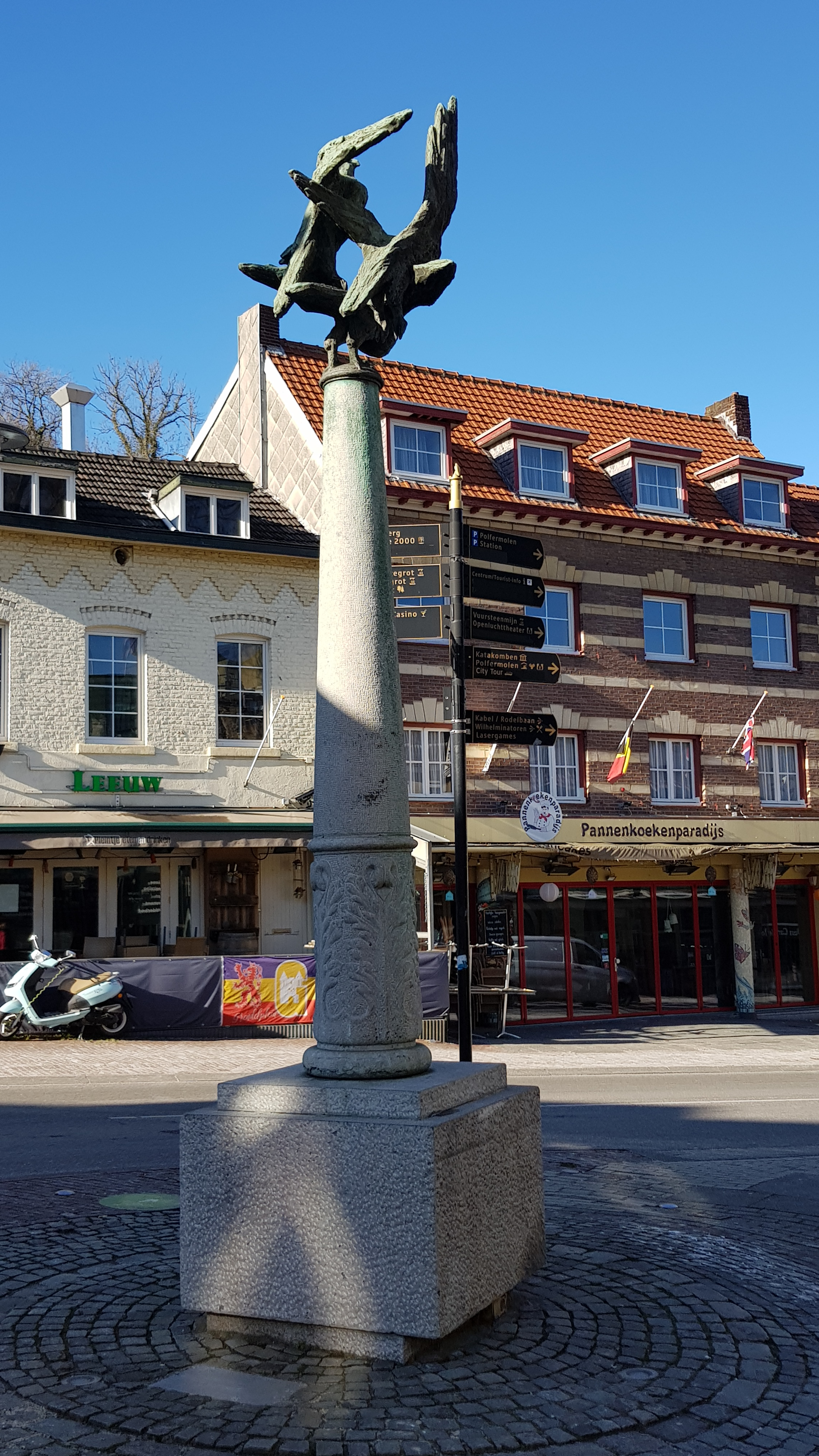
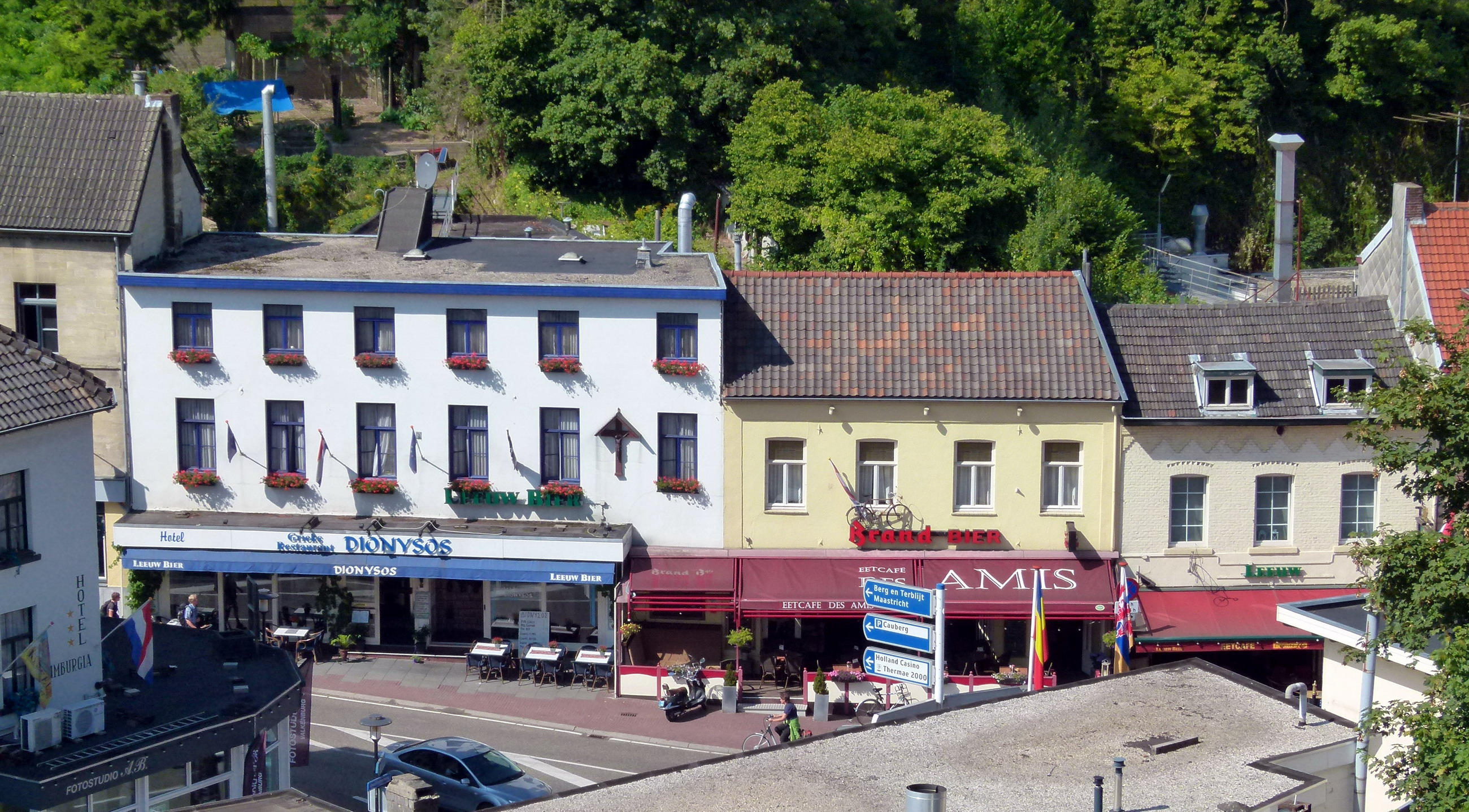